# Juri Pawlowitsch Kasakow
Juri Pawlowitsch Kasakow (russisch Юрий Павлович Казаков; * 8. August 1927 in Moskau; † 29. November 1982 ebenda) war ein russischer Schriftsteller.

## Biografie
Geboren wurde er in einer dem ländlichen Milieu des Gouvernements Smolensk entstammenden Arbeiterfamilie. Seine Jugend fiel in die Zeit des Zweiten Weltkrieges. Die Erinnerungen an die Moskauer Bombennächte fanden 1960–1970 ihren literarischen Niederschlag.
1946 wurde er am Gnessin-Institut Moskau immatrikuliert, wo er Cello und Kontrabass studierte und das er 1951 absolvierte. Ein dauerhaftes berufliches Engagement blieb aus.
Ende 1940 begann Kasakow Gedichte, Prosa und Theaterstücke zu schreiben, die von den Redaktionen abgelehnt wurden, ebenso wie Beiträge für die Zeitung Sowjetski Sport. 1953 begann er das Studium am Maxim-Gorki-Literaturinstitut.

## Werk
Unter Kasakows frühesten Erzählungen ragen heraus Teddy (1956) und Arktur der Jagdhund (1957). Hauptfigur ist ein dressierter, dem Zirkus entflohener Bär, der in der freien Begegnung mit Menschen, anderen Tieren und der Natur allmählich seine wahre Identität begreift. Nachdem er sich zunächst nach Schutz vor eventuellen Jägern in seinem Käfig, sowie den regelmäßigen Mahlzeiten aus Zeiten der Gefangenschaft sehnt,  empfindet er nach gewisser Zeit in der Freiheit und Wildheit des unberührten Waldes eine tiefe innere Befriedigung und Bestätigung seiner selbst. Kasakow, der vor allem lyrische Kurzgeschichten schrieb, in denen Einzelschicksale im Vordergrund stehen, gilt als Fortsetzer der besten Traditionen der russischen Klassik in der modernen Literatur, insbesondere Iwan Bunins, über den er ein Buch plante.
1963 veröffentlichte Kasakow in Deutschland den Sammelband Musik bei Nacht. Der 1960 in der Sowjetunion erschienene Sammelband mit Erzählungen Der Duft des Brotes erschien 1965 auch auf Deutsch.
Einen besonderen Platz in Kasakows Werk nahm der russische Norden ein, wie er es in dem Erzählungsband Nördliches Tagebuch (1977) darlegte.
Für Kasakows Prosa und Lyrik ist ein subtiler musikalischer Rhythmus charakteristisch. Seine Helden sind einsame Menschen mit tiefer Sensibilität, die in Schuld verstrickt gezeichnet werden. Das Gefühl der Schuld und des Abschieds kennzeichnete die letzten Erzählungen Svechechka (1973) und, mit autobiografischen Zügen, Du weintest bitterlich im Traum (1977).